# گورستان نصار خوش قدمی
قبرستان نصار خوش قدمی مربوط به دوره اشکانیان - دوره ساسانیان است و در شهرستان چرداول، بخش هلیلان، دهستان هلیلان، ۳ کیلومتری جنوب غرب روستای ظاهروند واقع شده و این اثر در تاریخ ۷ اسفند ۱۳۸۶ با شمارهٔ ثبت ۲۱۲۸۶ به‌عنوان یکی از آثار ملی ایران به ثبت رسیده است.